# 小行星7470
小行星7470（英語：7470 Jabberwock）是一颗围绕太阳公转的小行星。1991年5月2日，浦田武在清水町发现了此天体。
这颗小行星的绝对星等为159.18577等。小行星7470以兒童文學作品《愛麗絲鏡中奇遇》的角色空洞巨龍命名。